# Амбиани
Амбианите (на латински: Ambiani) са племе от групата на белгите, за което през 57 г. пр.н.е., в началото на кампанията на Юлий Цезар, се споменава, че е способно да набере 10 000 въоръжени мъже. 
По-късно те се предават на Цезар. Териториите им са разположени в долината на река Самара (дн. Сома); за главното им селище Самаробрива, по-късно наричано Амбиани и Civitas Ambianensium, се предполага, че е днешния град Амиен. Амбианите са между племената, които участват в голямото въстание срещу Рим, описано от Цезар в „Записки за Галската война“.